# Vox (azienda)
VOX è una marca storica di amplificatori per strumenti musicali, chitarre elettriche, effetti a pedale e accessori. Insieme a Gibson, Marshall e Fender è la marca più antica e conosciuta di amplificatori per chitarra elettrica.

## Storia
La Vox, inizialmente nota come Jennings Organ Company creata a Dartford nel Kent finita la seconda guerra mondiale, e successivamente fondata nel 1957 come Jennings Musical Instruments (JMI) da Thomas Walter Jennings. L'azienda divenne presto nota per la produzione di chitarre elettriche e amplificatori per chitarre elettriche.
Gli amplificatori a valvole AC15 e soprattutto l'AC30 sono i loro prodotti più noti. L'AC30 è divenuto famosissimo perché utilizzato negli anni sessanta da gruppi come gli Shadows, i Beatles, i Queen e i Rolling Stones. Gli AC30 di quel periodo sono diventati veri e propri pezzi da collezione. Il Vox AC30 è l'amplificatore usato, tra gli altri, anche da The Edge, il chitarrista degli U2, (quest'ultimo fa uso, in particolare di un Vox AC30 Top Boost del 1964) e da Brian May, chitarrista dei Queen, che dal vivo era ed è solito ancora usarne dai nove ai sedici esemplari in ogni concerto.
La Vox si è cimentata anche nella produzione di chitarre elettriche e bassi elettrici, collaborando negli anni sessanta prima con la Welson per un breve periodo poi con la Eko che produceva e costruiva chitarre ed organi. Molto famosi sono anche gli effetti a pedale e soprattutto gli wah-wah.
La notorietà della Vox è data inoltre dalla produzione di organi elettronici portatili a transistor, in particolare il primo e più celebre modello è il Continental. Nato in origine come prima alternativa portatile e leggera rispetto agli organi Hammond, ha dato il via alla proliferazione di un'intera generazione di organi elettronici portatili "combo", adottati negli anni '60 in moltissimi gruppi rock e beat. Fra i gruppi più rappresentativi che ne hanno fatto largo impiego vi sono gli Animals, i Doors e gli Iron Butterfly.
Dal 1992 la Vox è di proprietà della società di strumenti musicali giapponese Korg.